# Gäststudent
Gäststudent, gäststuderande eller freemover är en internationell student som har tagit sig till ett lärosäte utomlands på egen hand, utan utbytesavtal med ett universitet i hemlandet. Detta är i motsats till så kallade utbytesstudenter. I begreppet gäststudent inkluderas ibland alla internationella studenter, såväl freemovers som utbytesstudenter, men här avser gäststudent enbart freemover. Utländska medborgare som har bott i landet i många år inkluderas ibland i begreppet, om de inte kan tala landets språk och därmed inte uppfyller kraven på allmän högskolebehörighet.

## Sverige
Åren 1985 till 1993 ombesörjdes universitetens antagning av gäststuderande centralt av universitets- och högskoleämbetet (UHÄ), men hanteringen decentraliserades därefter till de enskilda lärosätena. Sedan läsåret 2007/08 tillhandahålls återigen central antagning, numera via Universityadmissions.se, för grundnivå och avancerad nivå, men inte för forskarstudier.  Där återfinnes utbildningar och kurser som inte kräver gymnasiebetyg i svenska, utan där undervisningsspråket vanligen är engelska, men som kräver högskolebehörighet i övrigt.

### Studieavgifter
Sedan 1 juli 2011 är utbildning vid svenska universitet och högskolor avgiftsbelagd för gäststudenter från tredjeland, det vill säga länder utanför EES-området och Schweiz, och som saknar permanent uppehållstillstånd i Sverige. Vissa undantag från kravet på permanent uppehållstillstånd finns om personen på annat vis har anknytning till EES-avtalet. Avgifternas storlek bestäms av lärosätena, men är minst 80 000 SEK per läsår, plus en anmälningsavgift. För gäststudenter som påbörjade en svensk utbildning innan dess är det under en begränsad tid kostnadsfritt att slutföra sina studier. För studenter från EES-området och Schweiz, och för utbytesstudenter, är svensk högskoleutbildning fortfarande kostnadsfri.
Införandet av studieavgifter kombinerades med en viss utökning av stipendiesystemet.
Studieavgiften infördes till följd av en snabb ökning av antalet inresande studenter till Sverige (antalet gäststudenter som påbörjade studier vid svenska lärosäten hade ökat från 8 058 läsåret 2005/06 till 14 480 läsåret 2010/11). Införandet innebar en abrupt minskning (endast 5 822 freemover-studenter började läsåret 2011/12, det vill säga direkt efter införandet), men följdes av en mindre återhämtning (8 558 gäststudenter började läsåret 2014/15). Stipendier måste i allmänhet sökas i god tid innan antagning till utbildningen och förmedlas av Svenska institutet. Information om utbildningen förmedlas på webbplatsen studyinsweden.se.